# Бийск
Бийск (на руски: Бийск) е град в Русия, административен център на Бийски район, Алтайски край. Населението на града през 2016 година е 203 826 души.

## История
На 29 февруари 1708 г. Петър I подписва указ за изграждането на крепост в близост до изворите на река Об. За начало на съществуването на построената между реките Бия и Катун така наречена „Бикатунска крепост“ се счита 18 юни 1709 г. (тази дата е записана в първия списък на заселниците в крепостта). Крепостта е трябвало да участва в защитата на югоизточните граници на руските имперски търговски пътища, водещи към Китай и Монголия. Въпреки това, през лятото на 1710 г. дървената крепост е разрушена от номадите-джунгари и през 1718 г. е възстановена на ново място – 20 км по-нагоре по течението на Бия, на десния бряг на реката. Старото име не съответства на новото местоположение и така през 1732 г. Бикатунската крепост е преименувана на Бийска. Влизаща в рамките на Бийско-Кузнецката казашка линия, новата крепост през 1756 г. изиграва важна роля за процеса на доброволно присъединяване на алтайците към Русия.
До 1779 г. Бийската крепост влиза в състава на Тоболска губерния. С указ на Екатерина II от 1 май 1779 г. крепостта влиза в Барнаулски окръг като част от Коливанска област. От 1782 г. Бийската крепост се превръща в окръжен град. През 1783 г. Коливанска област е преобразувана в Коливанска губерния. През 1786 г. окръжният град е преместен в Барнаул. Неточностите в официалните документи от този период водят до това, че съвременните градове Бийск и Барнаул си оспорват титлата „първи град“ на Алтайския край. На 1 май 1797 г. е елиминиран градският магистрат на Бийск и жителите на града са принудени да минат под прякото подчинение на градския магистрат на Кузнецк (днес – Новокузнецк). На 26 февруари 1804 г. е формирана Томска губерния, в рамките на която е образуван Бийски окръг на област Барнаул. Оттогава Бийск отново става град.
С премахването на крепостта през 1846 г., градът се превръща от военно-административен в търговски и индустриален център. В Бийск започват да се изграждат предприятия за преработка на местни суровини и материали: кожарска фабрика, спиртоварна, дъскорезница, парна мелница, хладилник и редица фабрики за тухли, както работилници за металообработка. Отличителна черта на финансовото и икономическото развитие в предреволюционното десетилетие е високата концентрация на банков капитал. Заедно с местните кредитни институции, в Бийск успешно функционират офисите на големи банки, като например Сибирската търговска банка, Руско-азиатската и Петроградската международна търговска банка. Капиталовите инвестиции, включително чуждестранните, са насочени най-вече в към добива на злато, дървесина и зърно. Освен всичко останало, в продължение на много десетилетия Бийск е и духовен център на Алтайския край.
На 17 декември 1917 г. в Бийск е установена съветска власт, а за първи председател на Съвета на депутатите е избран Захар Двойних. През юни 1918 г. бийските червеногвардейци вземат участие в сраженията срещу белочехите. На 19 юни 1918 г. градът попада под контрола на войските на Временното Сибирско правителство, начело с А. В. Колчак. През пролетта на 1919 г. в града развива дейност подготвяща въоръжено въстание нелегална болшевишка група под ръководството на П. Н. Мерлин, която е ликвидирана през юни 1919 г. Съветската власт е възстановена на 9 декември 1919 г. По време на Втората световна война на фронта се бият 26 456 бийчани, от които загиват и не се връщат 9772 души. В Бийск са евакуирани редица големи промишлени предприятия (котелна централа, завод „Молмаш“, завод „Продмаш“, завод „Електропеч“, кибритена фабрика и др.) и в тила на войната те продължават да произвеждат необходимата продукция. Освен това, в Бийск се местят 23 болници, в които се възстановяват над 200 хил. ранени. С Указ на Президиума на Върховния съвет на СССР от 21 февруари 1975 г. градът е разделен на два района – Източен и Приобски, но през 2002 г. това деление е отменено.

## География
Градът се намира на 180 метра надморска височина, в часова зона UTC+7. Разположен е на брега на река Бия, недалече от сливането и с река Катун в Алтайския край. Разстоянието до краевата столица Барнаул е 163 km.

### Климат
Бийск е разположен в зона на влажен умереноконтинентален климат. Средната годишна температура е 3.2 °C.
| Климатични данни за Бийск                       | Климатични данни за Бийск | Климатични данни за Бийск | Климатични данни за Бийск | Климатични данни за Бийск | Климатични данни за Бийск | Климатични данни за Бийск | Климатични данни за Бийск | Климатични данни за Бийск | Климатични данни за Бийск | Климатични данни за Бийск | Климатични данни за Бийск | Климатични данни за Бийск | Климатични данни за Бийск |
| Месеци                                          | яну.                      | фев.                      | март                      | апр.                      | май                       | юни                       | юли                       | авг.                      | сеп.                      | окт.                      | ное.                      | дек.                      | Годишно                   |
| Абсолютни максимални температури (°C)           | 6,5                       | 9,9                       | 17,4                      | 33,7                      | 36,7                      | 36,6                      | 38,9                      | 38,8                      | 33,6                      | 28,4                      | 19,7                      | 10,8                      | 38,9                      |
| Средни максимални температури (°C)              | −8,9                      | −7,5                      | 0,0                       | 10,3                      | 19,8                      | 25,4                      | 27,0                      | 24,2                      | 18,6                      | 8,6                       | −1,6                      | −7,9                      | 9,0                       |
| Средни температури (°C)                         | −13,9                     | −13,3                     | −5,9                      | 4,4                       | 12,9                      | 18,7                      | 20,5                      | 17,8                      | 12,2                      | 3,8                       | −5,9                      | −12,6                     | 3,2                       |
| Средни минимални температури (°C)               | −18,9                     | −19,1                     | −11,7                     | −1,5                      | 6,0                       | 12,0                      | 14,1                      | 11,4                      | 5,9                       | −1                        | −10,1                     | −17,2                     | −2,5                      |
| Абсолютни минимални температури (°C)            | −51,8                     | −50,6                     | −43,1                     | −32,4                     | −7,2                      | −1,2                      | 0,8                       | −2,1                      | −7,6                      | −24,1                     | −43,6                     | −50,5                     | −51,8                     |
| Средни месечни валежи (mm)                      | 32                        | 27                        | 25                        | 42                        | 52                        | 58                        | 64                        | 56                        | 47                        | 45                        | 54                        | 46                        | 548                       |
| ----------------------------------------------- | ------------------------- | ------------------------- | ------------------------- | ------------------------- | ------------------------- | ------------------------- | ------------------------- | ------------------------- | ------------------------- | ------------------------- | ------------------------- | ------------------------- | ------------------------- |
| Източник: Climate Data – Russia, Weather online |                           |                           |                           |                           |                           |                           |                           |                           |                           |                           |                           |                           |                           |

## Население
| 1709    | 1782    | 1856    | 1897    | 1914    | 1926    | 1931    |
| ------- | ------- | ------- | ------- | ------- | ------- | ------- |
| 646     | 2400    | 3100    | 17 200  | 27 000  | 46 000  | 53 400  |
| 1939    | 1956    | 1959    | 1967    | 1973    | 1979    | 1985    |
| 80 000  | 112 000 | 146 416 | 181 000 | 199 000 | 211 567 | 222 000 |
| 1989    | 1991    | 1993    | 1996    | 1999    | 2001    | 2003    |
| 233 238 | 235 000 | 234 000 | 227 000 | 225 700 | 223 500 | 218 600 |
| 2005    | 2007    | 2009    | 2011    | 2013    | 2015    | 2016    |
| 227 600 | 223 000 | 219 774 | 210 011 | 205 250 | 204 164 | 203 826 |

## Икономика
Промишлеността на града се разраства драстично по времето на Втората световна война, когато някои предприятия от западните части на Русия биват преместени в Бийск. Градът е снабдяван с електроенергия от Бийската ТЕЦ. В Бийск са развити следните промишлености: машиностроителната, фармацевтичната и химическата. Една от най-големите фармацевтични компании в Русия – „Евалар“ е базирана в Бийск. Произвеждат се и оръжия, сред които техника за ракети с твърдо гориво. Селското стопанство е също силно развито.

### Транспорт
Бийск разполага с летище и жп гара.

## Образование
Град Бийск е голям учебен и културен център на Алтайския край. В града се намират четири учебни заведения: Алтайската държавна академия по образованието (бивш Бийски държавен педагогически университет), Бийски технологичен институт (филиал на Алтайския държавен технически университет „И. Ползунов“), филиал на Московския свободен университет и филиал на Московската академия по съвременни хуманитарни науки. Освен висшите училища, възможност за професионално обучение в Бийск предоставят няколко колежи (медицински, музикален, педагогически, политехнически, икономически и колеж по право), четири техникума, професионален лицей и редица професионално-технически училища. Общо образование може да се придобие в Бийския лицей, четири гимназии, кадетска школа и около 40 общообразователни училища (някои от които са основани още в предреволюционните времена). В града функционират и четири музикални училища и 46 институции за предучилищна подготовка.

## Културен живот
В Бийск работят 15 библиотеки. Централната градска библиотека, която носи името на В. М. Шушкин, е основана през 1900 г., като нейният фонд наброява около 500 000 книги. Основаният през 1920 г. Бийски краеведски музей е един от най-големите и най-стари музеи в Алтайския край. В Бийск работи основаният през 1943 г. Градски драматичен театър (сградата на който е построена за Народен дом през 1914 – 1916 г. от архитекта И. Ф. Носович), кино „Алтай“ (което e затворено) и модерно кино с четири зали „Кинопланета". Освен това, в града има няколко клуба и дворци на културата, както и модерни заведения за отдих на младите хора. Градът разполага с наситен медиен пазар: освен многотиражни вестници се издават повече от 10 списания, в ефира се предават три местни телевизионни канала и се ретранслират 10 национални телевизии, работят и четири местни радиостанции.

## Личности
- Михаил Михеев (1911 – 1993), руски поет и писател